# Азійсько-Тихоокеанський регіон Всесвітньої організації скаутського руху

Країни-учасниці Азійсько-тихоокеанського регіону

Азійсько-Тихоокеанський регіон (англ. the Asia-Pacific Scout Region, яп. アジア・太平洋地域, кит.: 亞太區) це складова частина Всесвітньої організації скаутського руху зі штаб-квартирою у місті Макаті (Філіппіни), допоміжні офіси є в Австралії та Японії.
Азійсько-тихоокеанський регіон обслуговує скаутинг в Азії, південному Сибіру на сході Центральної Азії, більшу частину тихоокеанського басейну, за винятком Федеративних Штатів Мікронезії, Маршаллових островів і Палау, які входять до внутрішньо-американського регіону (вони підпадають під юрисдикцію Ради Алоха «Бойскаутів Америки» (англ. the Aloha Council of the Boy Scouts of America).
З часу заснування у 1956 році азійсько-тихоокеанський регіон був свідком народження та відродження національних скаутських організацій. Розпочинаючи з 10 членів-засновників, у 2003 регіон зріс до 25 країн-учасниць, 23 з яких є повноправними членами і дві — асоційованими членами. Регіон об'єднує 17 мільйонів скаутів. Вісім з п'ятнадцяти найбільших скаутських асоціацій світу входять до цього регіону. В результаті перетворень у регіоні, всі колишні комуністичні держави Центральної Азії та СРСР розвинули чи розвивають скаутинг. Кілька років тому комунізм ще утискав скаутинг в Афганістані, де він нещодавно відновився, так само як і у Монголії, яка була першим радянським сателітом з 1924 року.
Широко розділений нерівними ресурсами, культурами, етнічними групами і технологічними ресурсами, скаутинг в азійсько-тихоокеанському регіоні в загальному користується повагою громадськості та урядів, залучає широкий спектр волонтерів з громадського та приватного секторів. Регіоном керує мала, але віддана група професіоналів скаутів.
Нинішнім виконавчим директором азійського-тихоокеанського регіону є Абдулла Рашід з Мальдивів.
Цей регіон є копією азійського-тихоокеанського регіону у Всесвітній асоціації дівчат-гайдів та дівчат-скауток (WAGGGS).

## Члени
Асоційовані члени азійсько-тихоокеанського скаутського регіону включають Асоціацію Скаутів Макау і Скаутську полінезійську Раду.
Рада Південно-Тихоокеанських скаутських асоціацій створена щоб допомагати скаутському росту на Соломонових островах, Папуа Новій Гвінеї, Вануату, Новій Каледонії, Фіджі, Тонга, Полінезії, Кукових островах, Самоа, Кірибаті та Тувалу.
Потенційні країни-учасниці:
- Афганістан
- Східний Тимор
- Науру
- Самоа
- Соломонові острови
- Тувалу
- Вануату

Азійсько-тихоокеанський регіон містить чотири з шести країн, де немає скаутських організацій, що зумовлено політичною напругою в межах країн.
- Китайська Народна Республіка, хоча скаутинг все-таки існує в анклавах Гонконгу і Макао (Скаутська асоціація Гонконгу є дійсним членом ВОСР з 1975 року);
- Північна Корея;
- Лаос;
- М'янма.

Святкування срібного ювілею азійсько-тихоокеанського регіону відбувались на регіональному з'їзді під час 27 Світової скаутської конференції в Данії.
APRinbox є щомісячним електронним бюлетенем Світового скаутського бюро для азійсько-тихоокеанського регіону, що розповсюджується серед скаутів та скаутських провідників світової спільноти скаутського руху. Бюлетень видається офісом азійсько-тихоокеанського регіону в Манілі (Філіппіни).